# The Lily of the Tenements
The Lily of the Tenements er en amerikansk stumfilm fra 1911 af D. W. Griffith.

## Medvirkende
- Dorothy West
- Clara T. Bracy
- W. Chrystie Miller
- George Nichols
- Alfred Paget